# Matěj Hollan
Matěj Hollan (* 9. listopadu 1984 Brno) je český hudebník, muzikolog, občanský aktivista a lokální politik. V letech 2014–2018 působil jakožto místopředseda politického hnutí Žít Brno ve funkci zastupitele města Brna a 3. náměstka primátora a zároveň též jako zastupitel Městské části Brno-střed. V roce 2018 již tyto mandáty neobhájil a posléze se stal ředitelem Asociace nestátních organizací působící v oblasti snižování rizik závislostí. Od roku 2022 je opět zastupitelem města Brna.

## Život
Matěj Hollan je synem fyziků a ekologických aktivistů Jana Hollana a Yvonny Gaillyové. Vystudoval Biskupské gymnázium a bakalářský obor muzikologie na Filozofické fakultě Masarykovy univerzity.
Do listopadu 2014 byl předsedou občanského sdružení Brnění. Veřejně známým se stal zejména svými aktivitami za regulaci hazardu a některými kontroverzními tématy, jako byl spor o podzemní garáže pod Zelným trhem, spor o odsun brněnského hlavního nádraží, v němž jako člen koalice Nádraží v centru podporuje zachování nádraží v centru Brna, nebo o podobu brněnského územního plánu. Při hlasování zastupitelstva nicméně podpořil variantu u řeky.
Publikuje své názory jak na svém blogu, tak na zpravodajském portálu iHNed.cz. Je jedním z autorů satirického portálu Žít Brno.
Během kampaně před prezidentskými volbami v roce 2013 se prostřednictvím Facebooku ostře vymezoval proti kandidátům Miloši Zemanovi a Janu Fischerovi. Jeho agitační video „Jak odstranit Zemana s Fischerem?“ vidělo na YouTube během týdne přes 360 tisíc lidí. Po prvním kole voleb, 14. ledna, mu byl zablokován facebookový účet, což sám dává do souvislosti právě se svými předvolebními aktivitami. Po písemném prokázání, že jeho vlastní účet není falešný, mu byl účet 16. ledna obnoven.
V dubnu 2013 obdržel Cenu Františka Kriegla, kterou uděluje Nadace Charty 77 za občanskou statečnost. V případě Matěje Hollana ocenila „nový typ občanského aktivismu, boj proti nelegálnímu hazardu a korupci a prosazování svobody informací“.
V roce 2021 v pořadu DVTV přiznal, že byl závislý na sledování porna , v roce 2023 byl o něm natočen dokument V zajetí pornografie.

## Politické působení
V komunálních volbách v roce 2006 kandidoval jako nestraník za Stranu zelených do Zastupitelstva Městské části Brno-střed, ale neuspěl. Členem Strany zelených byl čtyři roky.
Spolu s Martinem Bursíkem se podílel na vzniku nové politické strany LES (Liberálně ekologická strana).
V červnu 2014 spoluzaložil politické hnutí Žít Brno, které vzniklo na základech stejnojmenného satirického webu. Pro komunální volby v roce 2014 do zastupitelstva města Brna se stal lídrem subjektu „Žít Brno s podporou Pirátů“ a tudíž i kandidátem uskupení na post brněnského primátora. Zároveň kandidoval jako lídr politického hnutí Žít Brno do Zastupitelstva Městské části Brno-střed. Z prvního místa obou kandidátek se díky volebnímu úspěchu hnutí stal členem obou zastupitelstev. Po volbách prohlásil, že jestliže se stane náměstkem primátora města, nepřijme současně funkci starosty městské části.
Dne 25. listopadu 2014 byl zvolen 3. náměstkem primátora města Brna, na starosti měl kulturu, sociální a zdravotní oblast. Od června 2016 měl v gesci místo zdravotnictví dopravu. V Městské části Brno-střed se nakonec stal členem Rady městské části, ale k 25. listopadu 2015 na své členství v ní rezignoval, což zdůvodnil časovou vytížeností spjatou s funkcí náměstka primátora. V radě ho nahradil zastupitel zvolený za Žít Brno Michal Doležel. V březnu 2018 oznámil vzdání se magistrátní gesce dopravy, zůstala mu sociální oblast a kultura. Na tyto dvě oblasti se soustředil i nadále. V krajských volbách 2016 kandidoval v Jihomoravském kraji na posledním 65. místě na kandidátce TOP 09 s podporou starostů a "Žít Brno", do krajského zastupitelstva se dostali první čtyři kandidáti.
V komunálních volbách v roce 2018 znovu kandidoval za hnutí "Žít Brno" do Zastupitelstva města Brna (na 4. místě kandidátky), ale mandát zastupitele města se mu tentokrát obhájit nepodařilo. Neobhájil ani mandát zastupitele městské části Brno-střed (skončil jako první náhradník).
V prosinci 2021 skončil ve funkci 1. místopředsedy hnutí „Žít Brno“, na této pozici jej vystřídal Michal Sadílek. Z důvodu změny místa trvalého pobytu zastupitelky Brno-střed Anny Hrabovské na Brno-sever se stal z pozice prvního náhradníka od 13. září 2022 opětovně zastupitelem městské části Brno-střed. 
V komunálních volbách v roce 2022 byl zvolen jako nestraník za hnutí „Žít Brno“ zastupitelem města Brna, a to ze 2. místa kandidátky uskupení „Zelení a Žít Brno s podporou Idealistů“. Do Zastupitelstva městské části Brno-střed již nekandidoval.

## Kontroverze
V září 2015 ve svém deníčku na internetu psal o zahájení výstavy ve vile Tugendhat, kde uvedl, „že v Brně bylo dříve vícero národností, které jsme si dílem zplynovali, dílem vyhnali." Tento výrok pobouřil širokou veřejnost, strhla se k němu na internetu ostrá debata. Michal Hašek ho vyzval k omluvě, neboť dle jeho názoru Češi nikoho do plynu neposlali. Hollan se původně omluvit nechtěl, později se však omluvil, mimo jiné za zkratkovitost svého výroku, neboť Češi nemohli „být dozorci v koncentráku“, jakkoli byli spolu s dalšími národy rozdmýchávači antisemitismu a mají po jeho soudu přímou vinu na romském holokaustu, jehož důsledkem bylo zplynování, byť ho Češi nevykonali.
V červenci 2016 vzbudilo pozornost video z Hollanovy návštěvy Ukrajiny, v němž se nechal bičovat důtkami a svojí „trýznitelce“ si anglickými slovy „I want more“ (Chci víc) říká o další rány. Později si hnutí Žít Brno z tohoto sloganu učinilo recesistickou reklamu na webu iwantmore.cz.
Krátce před podzimními krajskými a senátními volbami, počátkem září 2016, se média zabývala incidentem, kdy jej spolu s předsedou Strany zelených Matějem Stropnickým pro jejich názory na imigraci vyhnala skupina mužů z brněnského hostince U Poutníka. Hollan tam poté na 5. září sezval příznivce k debatování nad pivem, provozovatel však na ten den podnik mimořádně zavřel. Desítky radikálních krajně pravicových odpůrců, kteří se tam rovněž chystali, pak prošly městem k Hollanovu bydlišti. Primátor Brna Petr Vokřál to odsoudil jako „trestnou výpravu bandy rváčů“.
V říjnu 2016 byl Hollan jakožto náměstek pro dopravu přistižen revizory při nočním zátahu na černé pasažéry v MHD. Neměl platnou jízdenku, v souladu s vyhlášenou amnestií si pak pořídil čtvrtletní jízdenku. Hollan tuto verzi ale odmítá. Přiznává však chyby v komunikaci celé kauzy.